# Клімаше
Клімаше (пол. Klimasze) — село в Польщі, у гміні Замбрув Замбровського повіту Підляського воєводства.
Населення — 26 осіб (2011).
У 1975-1998 роках село належало до Ломжинського воєводства.

## Демографія
Демографічна структура станом на 31 березня 2011 року:
|          | Загалом | Допрацездатний вік | Працездатний вік | Постпрацездатний вік |
| -------- | ------- | ------------------ | ---------------- | -------------------- |
| Чоловіки | 14      | 1                  | 11               | 2                    |
| Жінки    | 12      | 1                  | 7                | 4                    |
| Разом    | 26      | 2                  | 18               | 6                    |